# Serhiivka (Codâma), Bârzula
Serhiivka (în ucraineană Сергіївка) este un sat în comuna Codâma din raionul Bârzula, regiunea Odesa, Ucraina. Anterior a purtat denumirea Kotovți.

## Demografie
Componența lingvistică a localității Serhiivka
     Ucraineană (92,98%)
     Rusă (4,21%)
     Română (1,05%)
Conform recensământului din 2001, majoritatea populației localității Serhiivka era vorbitoare de ucraineană (92,98%), existând în minoritate și vorbitori de rusă (4,21%), armeană (1,75%) și română (1,05%).